# ليزلي روي
ليزلي روي (بالإنجليزية: Lesley Roy)‏ هي مغنية مؤلفة أيرلندية، ولدت في 1987 في Balbriggan ‏ في جمهورية أيرلندا.

## وصلات خارجية
- ليزلي روي على موقع IMDb (الإنجليزية)
- ليزلي روي على موقع ميوزك برينز (الإنجليزية)
- ليزلي روي على موقع أول ميوزيك (الإنجليزية)
- ليزلي روي على موقع ديسكوغز (الإنجليزية)